# Jackson (Schiff)
Die Jackson, auch USS Jackson (Kennung: LCS-6), ist ein Littoral Combat Ship (Fregatte) der Independence-Klasse der United States Navy. Das Schiff ist nach der Stadt Jackson im US-amerikanischen Bundesstaat Mississippi benannt und die erste Einheit dieses Namens in der amerikanischen Marine.

## Geschichte
Die spätere Jackson wurde am 18. Oktober 2012 als drittes Schiff der Klasse bei der Werft Austal USA in Mobile im Bundesstadt Alabama auf Kiel gelegt. Der Stapellauf erfolgte am 14. Dezember 2013 und die Indienststellung am 5. Dezember 2015.